# Школьник, Мария Марковна
Мари́я Ма́рковна Шко́льник (1882—1955) — участница революционного террора в Российской империи в начале XX века. Член Партии социалистов-революционеров (эсерка) и её Боевой организации.

## Биография

### Ранние годы
Родилась 6 марта 1882 года в бедной еврейской семье, живущей в маленькой деревушке Боровой Млын, близ Сморгони, в Виленской губернии. Кроме Марии в семье было ещё несколько детей, и у родителей не было возможности обеспечить им даже минимальное образование. Мария оставалась неграмотной до 13 лет.
Когда в Виленской губернии начались стачки и выступления рабочих, требующих установления десятичасового рабочего дня, в Сморгонь приехала агитаторша из тайной организации Бунд. Через неё Школьник очень рано (ей было тогда около 15 лет) приобщилась к революционному движению. Мария участвовала в организации забастовки чулочниц. Вскоре, поняв, что в деревне не развернуть агитационную деятельность, Мария с разрешения родителей поехала в Одессу к своему дяде. В Одессе Мария связалась с социал-демократическими организациями, которые пользовались в городе значительным влиянием.
Школьник устроилась на конфетную фабрику, где проработала около полугода.

### Первый арест

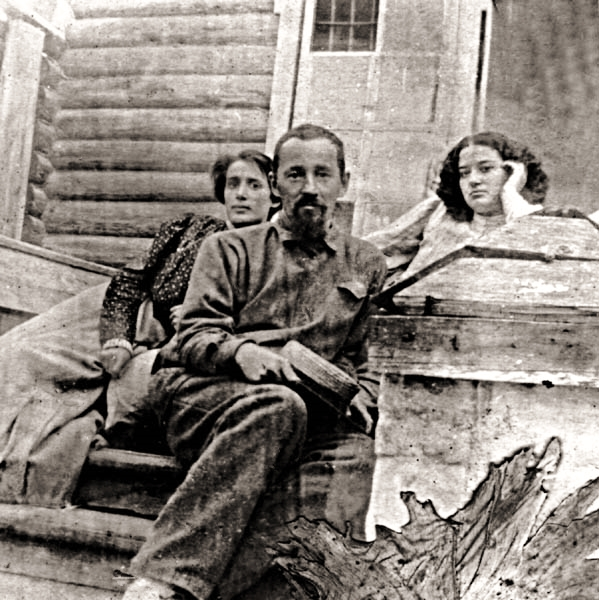
Мария Школьник, Ревекка Фиалка и Егор Сазонов в Акатуе

Мария состояла в небольшом кружке революционно настроенных молодых людей, в который входил, в том числе, Аарон Шпайзман — переплётчик, до того уже сидевший в тюрьме за распространение нелегальной литературы. Решено было организовать тайную типографию в Кишинёве, но в феврале 1902 года Школьник и Шпайзмана арестовали, так как при обыске обнаружили типографский шрифт. Находясь в тюрьме, Школьник вместе с товарищами бунтовала против жестокости по отношению к заключённым, за что помещалась в карцер.
Арест молодых людей и намерение властей предать их суду привлекли внимание общественности. Известные адвокаты В. А. Маклаков, С. Е. Кальманович и М. Б. Ратнер вызвались защищать Школьник и её товарищей. Суд происходил в ноябре 1903 года в Одессе, Школьник и Шпайзмана обвиняли в распространении нелегальной литературы, издании социал-демократической газеты «Искра» (к чему они были непричастны, так как состояли в партии эсеров, а не эсдеков) и подстрекательстве к бунту. В качестве улик, в том числе, рассматривались личные письма Школьник, написанные ею в возрасте 16 лет. Усилиями адвокатов Школьник и её товарищи были приговорены к сравнительно мягкому наказанию — лишению всех прав состояния и отправке на поселение в Сибирь. В ссылке Школьник жила в селе Александровское.
Однако важные политические события — начало русско-японской войны, убийство Плеве и Кровавое воскресенье — не давали Школьник покоя, и вскоре она решила бежать из ссылки. В этом намерении её поддержала семья Гольдманов, которые тоже были в ссылке и тоже собирались бежать. В начале марта 1905 года Мария, взяв с собой маленького сына Гольдманов, чтобы не вызывать подозрения у жандармов, добралась до Вильно. После этого Мария решила отправиться в Женеву, где находились в то время лидеры Боевой организации эсеров.

### В Боевой организации
В Женеве Школьник встретила Аарона Шпайзмана, который бежал из Сибири несколькими неделями раньше неё, и через него связалась с Борисом Савинковым и Евно Азефом. С согласия руководителя, Школьник и Шпайзман были приняты в БО и вернулись в Россию. Их первым делом было покушение на генерала Трепова, однако тот оказался предупреждён о намерениях террористов, и подготовку к покушению решено было отложить. Второй целью был избран киевский генерал-губернатор Клейгельс, однако и эта затея не увенчалась успехом.
1 января 1906 года Мария Школьник и Аарон Шпайзман осуществили покушение на черниговского губернатора А. А. Хвостова. Шпайзман первым бросил бомбу, которая не взорвалась, тогда Школьник бросила вторую, от взрыва которой Хвостов был ранен и сама Школьник несерьёзно пострадала. Тем не менее, ей удалось скрыться непосредственно с места происшествия, и её арестовали позднее, когда она вместе с товарищем Яшей Лейкиным пыталась скрыться из города.

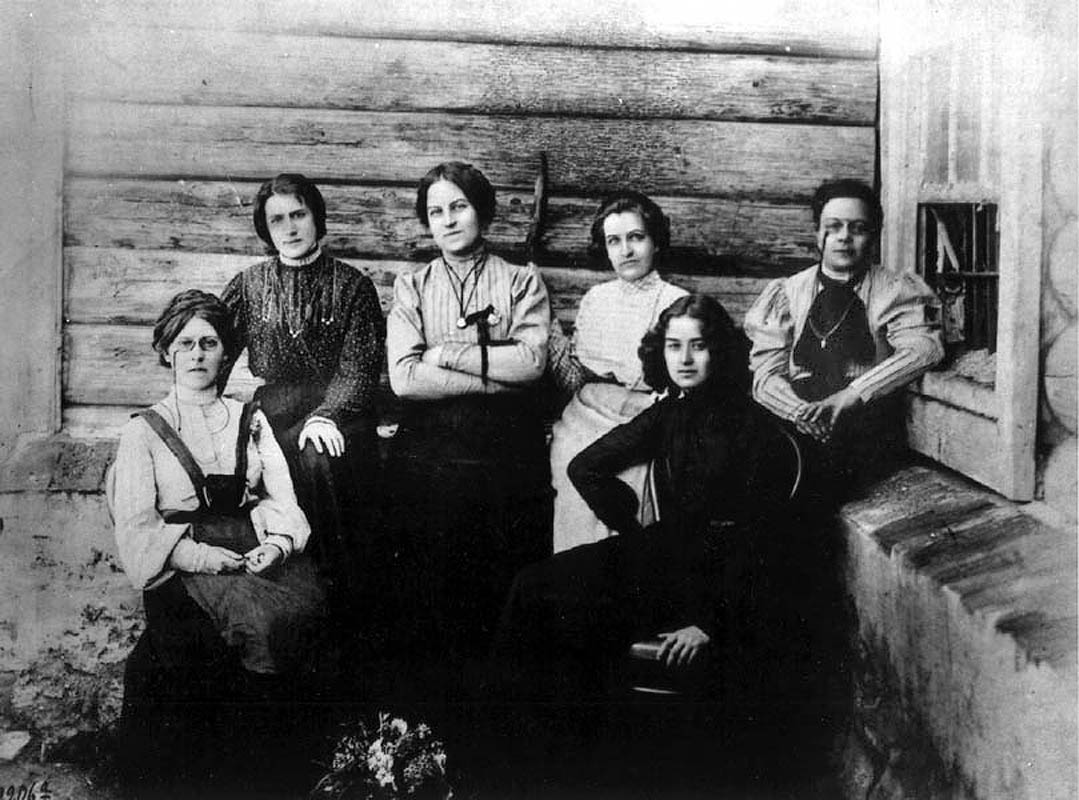
Мария Спиридонова, Мария Школьник, Анастасия Биценко, Александра Измайлович, Ревекка Фиалка и Лидия Езерская в сибирской тюрьме.

Школьник, Шпайзмана и Лейкина судили военным судом. Первоначально Школьник и Шпайзмана (которые не пожелали сообщить суду свои имена) приговорили к смертной казни, а Лейкина — к десяти годам каторжных работ. Однако приговор Марии Школьник был изменён на бессрочную каторгу.

### Нерчинская каторга
В Бутырской тюрьме Школьник встретилась с несколькими известными женщинами-террористками — Александрой Измайлович, Анастасией Биценко, Лидией Езерской, Ревеккой Фиалкой и Марией Спиридоновой.
В июле 1906 года террористок привезли в Акатуйскую каторжную тюрьму. До конца 1906 года режим в тюрьме был достаточно мягким — заключённым позволялось носить собственную одежду, получать книги и свободно разговаривать во время прогулок. Зимой 1907 поступило распоряжение, что женщины-«политические» должны быть этапированы в Мальцевскую тюрьму, что вызвало возмущение у заключённых, так как путешествие в суровый мороз могло быть крайне опасным для жизни и здоровья. Однако начальник Алгачинской тюрьмы Бородулин (он будет впоследствии убит членом Северного боевого летучего отряда) жёстко потребовал выполнения распоряжения о переводе в отношении больных Спиридоновой и Школьник.
В Мальцевской тюрьме содержались в основном женщины, осуждённые за уголовные преступления, политических заключённых было всего шестеро — Школьник и её товарищи. Режим содержания заключённых и бытовые условия их жизни были крайне тяжёлыми.
Летом 1910 года Школьник заболела, ей требовалась операция, которую не могли провести в тюремных условиях. Марию перевезли в Иркутск, однако и там врачи несколько месяцев отказывались сделать ей операцию, пока Школьник сама не написала письмо доктору Михайловскому с просьбой помочь ей. Вскоре после успешной операции Школьник бежала из тюрьмы, переодевшись в мужскую одежду.

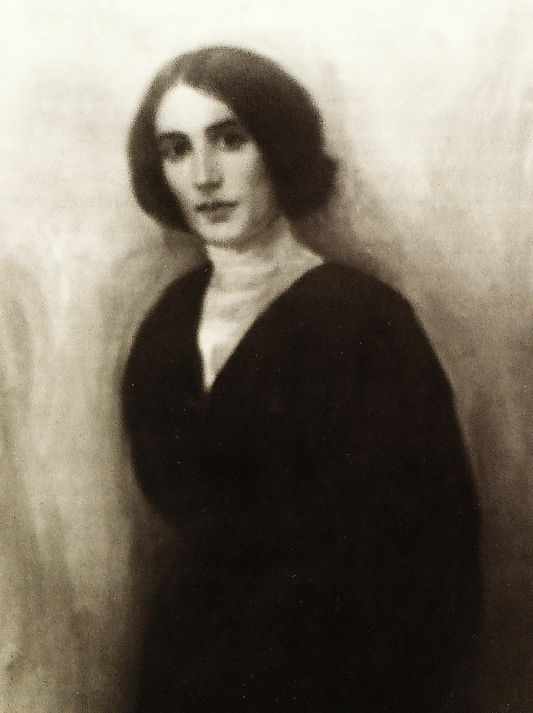
Н. И. Верхотуров. Портрет Марии Школьник. 1911 г.

Некоторое время Мария скрывалась в домах сочувствующих ей людей, пока не нашла способ связаться со своими товарищами-эсерами, среди помогавших ей был и брат известного деятеля партии Евгения Колосова. С помощью товарищей Школьник перебралась сначала в Маньчжурию, потом в Европу, а затем в Америку.
В 1911 году, во время пребывания Школьник в Париже, Н. И. Верхотуров написал её портрет. Этот портрет впоследствии вошёл в коллекцию живописи Государственного музея революции СССР.

### Дальнейшая жизнь
В 1918 (по другим данным — в 1924) году вернулась в СССР. В 1927 году вступила в РКП(б). Заведовала «показательными» учреждениями дошкольного воспитания в Москве. С 1935 года работала в Центральном научно-исследовательском педиатрическом институте. С 1947 года — персональный пенсионер союзного значения.
Школьник написала воспоминания «Жизнь бывшей террористки», в которых рассказывала о событиях своей жизни от раннего детства до эмиграции.
Умерла 9 апреля 1955 года.

## Публикации
- Мария Школьник. Жизнь бывшей террористки. С предисл. В. Дёготь. М.: Всесоюзное общество политкаторжан и ссыльно-поселенцев, 1927. — 96 с.
- Мария Школьник. Жизнь бывшей террористки. С пред. В. Дёготь; Обложка: А. Толоконников. М.: Всесоюзное общество политкаторжан и ссыльно-поселенцев, 1930. — 125 с.